# Euowenia
Euowenia — род вымерших сумчатых из семейства Diprotodontidae. Эндемики Австралии. Жили от плиоцена до верхнего плейстоцена. Их вес составлял около 500 кг. Как и все представители семейства, травоядные. Euowenia известна только из трёх мест на материковой Австралии, Chinchilla в Квинсленде, Menindee в Новом Южном Уэльсе и в Tirari formation на реке Уорбертон в бассейне озера Эйр.

## Виды
- Euowenia grata
- Euowenia robusta